# 里肯巴赫 (圖爾高州)

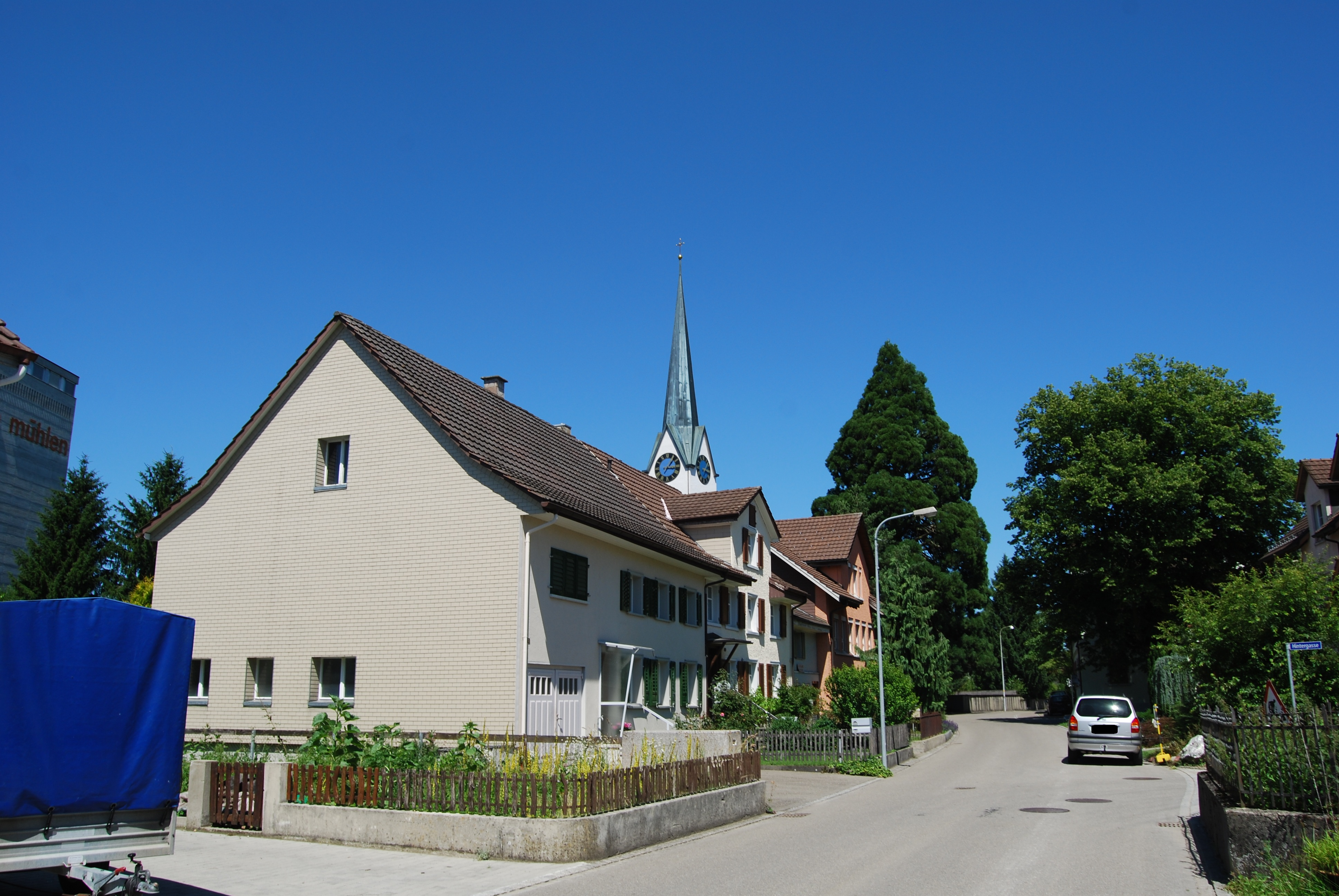

里肯巴赫是瑞士的城鎮，位於該國東北部，由圖爾高州負責管轄，面積1.56平方公里，海拔高度550米，2012年人口2,593，一半人口信奉羅馬天主教，人口密度每平方公里1662人。